# Жовтопляс Іван Федорович
Іван Федорович Желтопляс (1925 - 1990) - капітан Радянської Армії, учасник Другої світової війни, Герой Радянського Союзу (1945).

## Біографія
Народився 5 січня 1925 року в місті Ніжині (нині — Чернігівська область України).
У роки голоду в Україні залишився без батьків та сестри, виховувався у дитячому будинку, де йому було змінено прізвище на Жовтоплясова. Закінчив сім класів школи, потім ремісниче училище, після чого працював слюсарем-збирачем на Куйбишевському авіазаводі. У січні 1943 року призваний на службу в Робітничо-селянську Червону Армію. З липня 1944 року - на фронтах Німецько-радянської війни, командував відділенням 1-ї кулеметної роти 498-го стрілецького полку 132-ї стрілецької дивізії 129-го стрілецького корпусу 47-ї армії 1-го Білоруського фронту. Брав участь у Люблін-Брестській, Варшавсько-Познанській та Східно-Померанській операціях. Відзначився під час форсування Західного Бугу.
У липні 1944 року Желтопляс зі своїм відділенням переправився через Західний Буг у районі населеного пункту Збереже на північний схід від Холма і зайняв позицію на плацдармі на західному березі. Ведучи вогонь по супротивнику, Жовтопляс забезпечив успішну переправу всього батальйону. Під час прориву німецької оборони Желтопляс на чолі групи бійців висунувся вперед і взяв участь у відображенні ворожої контратаки, утримавши захоплену позицію до підходу основних сил.
Указом Президії Верховної Ради СРСР від 24 березня 1945 року за «зразкове виконання бойових завдань командування на фронті боротьби з німецькими загарбниками та виявлені при цьому мужність і героїзм» молодший сержант Іван Желтоплясов був удостоєний високого звання Героя Радянського Союзу з врученням Зірка» за номером 7319.
Після закінчення війни продовжив службу у Радянській Армії. У 1947 році закінчив Володимирське піхотне училище, після чого служив у Середній Азії. У 1948 році брав участь у ліквідації наслідків землетрусу в Ашхабаді. В 1950 Желтопляс закінчив курси удосконалення офіцерського складу, після чого був переведений на Далекий Схід. У 1954 році у званні капітана він був звільнений у запас. Проживав у В'язниках, пізніше переїхав до Києва. Працював зварювальником.
1985 року вийшов на пенсію. Помер 8 листопада 1990, похований на старій території Південного кладовища Омська.
Був також нагороджений орденами Вітчизняної війни 1-го ступеня та Трудової Слави 3-го ступеня, поряд медалей.